# Diplobatis
Diplobatis  is een geslacht uit de familie van de stroomroggen (Narcinidae). Roggen uit deze familie kunnen elektrische schokken geven, maar doen dit alleen ter verdediging of om prooien te verlammen. Ze leven op zeebodems en zijn eierlevendbarend. Er zijn vier soorten volgens FishBase (sep. 2021).

## Soortenlijst
- Diplobatis colombiensis Fechhelm & McEachran, 1984
- Diplobatis guamachensis Martín Salazar, 1957
- Diplobatis ommata (Jordan & Gilbert, 1890)
- Diplobatis pictus Palmer, 1950